# Saint-Boès
Saint-Boès é uma comuna francesa na região administrativa da Nova Aquitânia, no departamento dos Pirenéus Atlânticos. Estende-se por uma área de 9,53 km². Em 2010 a comuna tinha 376 habitantes (densidade: 39,5 hab./km²).